# Bougouriba (Fluss)
Die Bougouriba ist ein rechter Nebenfluss des Mouhoun in Burkina Faso.

## Verlauf
Sie entspringt in der Provinz Houet im Südwesten Burkina Fasos, durchfließt die Provinz Bougouriba in östliche Richtung und mündet südöstlich von Diébougou in den Mouhoun, der dort die Grenze zu Ghana bildet.

## Hydrometrie
Durchschnittliche monatliche Durchströmung des Bougouriba gemessen an der hydrologischen Station bei Diébougou, kurz vor der Mündung, in m³/s.